# ESP Truckster
 (mars 2023).
Si vous disposez d'ouvrages ou d'articles de référence ou si vous connaissez des sites web de qualité traitant du thème abordé ici, merci de compléter l'article en donnant les références utiles à sa vérifiabilité et en les liant à la section « Notes et références ».
ESP James Hetfield "Truckster" est un modèle de guitare distribué par ESP. La "Truckster" est aussi proposée en version 'Ltd'.
La Guitare électrique ESP James Hetfield Truckster est la cinquième série "signature" portant son nom depuis que James Hetfield a rejoint ESP en 1991. Ce dernier modèle correspond aux spécifications exactes de la Truckster de James Hetfield, un modèle d'ESP Eclipse qu'il a utilisé sur scène, notamment durant les tournées des albums St. Anger et Death Magnetic. Cette ESP Truckster a plusieurs couches de finition pour reproduire un état usé et ressembler fidèlement à la guitare d'origine.